# Slika Doriana Graya
Slika Doriana Graya (orig. naslov The picture of Dorian Gray) je roman irskog pisca Oscara Wildea iz 1890. Glavni lik, bogati i lijepi Dorian Gray, posjeduje portret, koji umjesto njega stari i na kojem ostaju tragovi grijehova i grešaka.
Dok Gray sve više postaje neobuzdan i nemilosrdan, njegov izgled ostaje mladolik i besprijekoran. Na kraju Gray u očaju uništava sliku, a time i samoga sebe.

## Vanjske poveznice
- Wikisource - The Picture of Dorian Gray